# Локня (приток Ловати)
Ло́кня — средняя река в Псковской области России, левый приток Ловати. Длина 119 км, площадь бассейна 2190 км². Принадлежит к бассейну Балтийского моря.
Река вытекает из озера Локново на Бежаницкой возвышенности в Локнянском районе и течёт сперва в северо-восточном, затем в юго-восточном и снова в северо-восточном направлениях. Впадает в реку Ловать в пределах того же района. В средней части своего течения река является пограничной или заходит на территорию соседнего Бежаницкого района.
Одноимённый посёлок городского типа — Локня — расположен недалеко от междуречья (овального поворота (почти под прямым углом) направления русла реки, меняющегося с северо-восточного на юго-восточный), но не на самой реке.

## Притоки (км от устья)
- 17 км: река Лужовка
- 23 км: река Бобровец
- 28 км: река Чернушка
- 36 км: река Смердель
- 41 км: река Пузна (Прискуха)
- 47 км: река Гредица
- 54 км: река Жабровка